# خواهر بزرگتر (نقاشی)
خواهر بزرگتر (به انگلیسی: The Elder Sister) این نقاشی اثر هنرمند فرانسوی قرن نوزدهم ویلیام-آدولف بوگرو در سال ۱۸۶۹ کشیده شده‌است. این نقاشی به موزه هنرهای زیبا، هوستون در سال ۱۹۹۲ از طرف یک فرد ناشناس هدیه شد. با توجه به توضیح وب سایت موزه، این کار بانوی ناشناس به خاطر پدرش بود. از آن زمان، خواهر بزرگتر بخشی از مجموعه دائمی موزه هنرهای زیباهیوستون (در بخش "هنر اروپا") بوده‌است. این یکی از مهمترین و برجسته‌ترین نقاشی‌ها در مجموعه نقاشی موزه است.
این نقاشی نشان می‌دهد که دختری ("خواهر بزرگتر") نشسته بر روی یک سنگ و برادر کوچکترش را در حالی که خواب است در دامان خود نگه داشته‌است این تصویر همراه با چشم‌انداز آرام روستایی پشت سر آنها می‌باشد. برای این صحنه، دختر بوگرو به نام هنریت و پسرش پل به عنوان مدل استفاده شده‌اند. زیبایی دختر و چشمانش که به‌طور مستقیم به بیننده نگاه می‌کنند و همچنین تراز ترکیب، از جمله موقعیت پاها و آغوش کودکان، نشان دهنده سبک نقاشی آکادمی بوگورو است.